# Unione Sportiva Milanese 1916-1917
Questa pagina raccoglie i dati riguardanti l'Unione Sportiva Milanese nelle competizioni ufficiali della stagione 1916-1917.

## La stagione
All'U.S. Milanese furono concessi in prestito 4 giocatori:
- Baldaccioni dal ???;
- Roberto Cozzi dalla Juventus Italia;
- Ferruccio Blenio dal ???;
- Luigi Vielmi (III) dal Brescia.

Di Antonio Mai (scritto all'epoca Maj e/o May), di Scotti e di Guido Ribera non si conosce la provenienza.
Tornei disputati:
- Coppa Regionale Lombardia: 2º nel girone A, 4º nel girone finale.

## Rosa
| N. |                   | Ruolo | Calciatore              |
| -- | ----------------- | ----- | ----------------------- |
|    | Italia (bandiera) | A     | Baldaccioni             |
|    | Italia (bandiera) | A     | Barè                    |
|    | Italia (bandiera) | C     | Enrico Bellandi (II)    |
|    | Italia (bandiera) | C     | Luigi Bellandi (III)    |
|    | Italia (bandiera) | A     | Stefano Bellandi (I)    |
|    | Italia (bandiera) | A     | Ferruccio Blenio        |
|    | Italia (bandiera) | C     | Cesare Boldorini        |
|    | Italia (bandiera) | A     | Alfredo Bruciamonti (I) |
|    | Italia (bandiera) | A     | Francesco Cavallini     |
|    | Italia (bandiera) | A     | Giuseppe Clivio         |
|    | Italia (bandiera) | C     | Innocente Colombo       |
|    | Italia (bandiera) | A     | Giacomo Conconi         |

| N. |                   | Ruolo | Calciatore                  |
| -- | ----------------- | ----- | --------------------------- |
|    | Italia (bandiera) | A     | Roberto Cozzi               |
|    | Italia (bandiera) | P     | Mario De Simoni             |
|    | Italia (bandiera) | A     | Mario Frigerio              |
|    | Italia (bandiera) | C     | Umberto Ghezzi (II)         |
|    | Italia (bandiera) | A     | Angelo Giustacchini (I)     |
|    | Italia (bandiera) | A     | Giuseppe Giustacchini (III) |
|    | Italia (bandiera) | D     | Antonio Mai                 |
|    | Italia (bandiera) | P     | Guido Ribera                |
|    | Italia (bandiera) | C     | Scotti                      |
|    | Italia (bandiera) | P     | Vincenzo Soffientini        |
|    | Italia (bandiera) | D     | Luigi Vielmi (III)          |